# Ján Kollár
Ján Kollár (Mošovce, 29. srpnja 1793. – Beč, 24. siječnja 1852.), poznat pod pseudonimom Čechobratr Protištúrsky, bio je slovački političar, pjesnik i pisac, ideolog slovačkoga narodnoga preporoda, predstavnik češkoga narodnoga preporoda, jezikoslovac, arheolog, evangelički svećenik i glavni ideolog panslavizma.

## Životopis
Ján Kollár rođen je u Mošovcu 29. srpnja 1793. godine. Podrijetlom je iz seljačko-zanatlijske obitelji. Otac mu se zvao Matej Kollár, majka Katarína Frndová, a braća Patrik, Matúš, Samuel. Školovao se u Mošovicama i u gimnazijama u Kremnici, Banskoj Bistrici, a od 1812. do 1815. godine u evangeličkoj gimnaziji u Požunu (danas Bratislava). Poslije dvogodišnjega rada u obrazovanju u Banskoj Bistrici nastavlja studirati na evangeličkome sveučilištu u Jeni od 1817. – 1819. godine. 
Od 1819. godine počinje njegov tridesetogodišnji rad u Pešti, gdje je bio evangelički svećenik. Godine 1835. oženio se Frederikom Schmidtovom, kćerkom evangeličkoga svećenika, koju je upoznao još 1817. godine. Njegove prijateljske veze s Ľudovítom Štúrom narušavale su uvođenje novoga slovačkoga književnoga jezika koji je jako kritizirao. Tijekom i poslije revolucionarnih događaja 1848. – 1849. godine djelovao je u Beču, u službama carskoga dvora kao savjetnik i „povjerenik za pitanja Slovačke“. Predložio je samoupravu Slovačke i slovačke škole s češkime nastavnime programom. 
Zbog podrške dvoru tijekom revolucije nagrađen je 1849. godine tako što je imenovan za izvanrednoga profesora slavenske arheologije na Sveučilištu u Beču, gdje se interesirao za arheološka istraživanja.
Umro je u Beču 24. siječnja 1852. godine.

## Djela

### Poezija
- Deploratio praesentis status Hungariae
- Básně (Pjesme)
- Slávy dcera (Kćer slave) – njegovo životno djelo koje je nastalo iz njegove zbirke pjesama. Inspiracija za ovo djelo bila je Danteova Božanska komedija. Djelo je pisano anakronime jezikom i relativno je komplicirano.
- Písně světské lidu slovenského v Uhřích (Pjesme slovačkoga naroda u Ugarskoj) – dva djela koje je sakupio uz pomoć Pavela Jozefa Šafárika i drugih.
- Národnié zpievanky (Narodne pjevalice) – nalaze se dva sveska pjesama slovačkoga naroda u Ugarskoj.

### Znanstvena djela
- O literárnej vzájemnosti mezi kmeny a nářečími slávskými (O literarnoj uzajamnosti između plemena i narječjima slavenskim) – U ovome djelu širi svoje poglede na slavensku uzajamnost i Slavene smatra kao narod koji ima 4 osnovna narječja:

1. ruski
2. poljski
3. srpskohrvatski
4. čehoslovački

- Sláva bohyně a původ jména Slavův čili Slavjanův (Slava boginje i povod imena Slavov ili Slavenov)
- Paměti (Pamćenja)

### Udžbenici
- Čítanka (Čitanka)
- Slabikář (Početnica)

### Propovjednička djela
- Nedělní, svátečné i příležitostné kázně a řeči od Jana Kollára (Nedjeljne svečane prigodne propovijedi i riječi Jána Kollára)

### Putopisi
- Cestopis, obsahující cestu do Horní Itálie a odtud přes Tyrolsko a Bavorsko se zvláštním ohledem na slavjanské živly r. 1841 konanou (Putopis s puta po Italiji) – U ovome djelu izjavio je da su Talijani slavenskoga podrijetla.

Također je napisao niz manjih djela, priloga za časopise i novine. Znatan broj ovih priloga ticao se jezika.

## Galerija
- Skulptura Jána Kollára u Mošovicama
- Rodna kuća Jána Kollára
- Muzej Jána Kollára u Mošovcama
- Moto
- Fotografija Jána Kollára
- Naslovna stranica Slávy Dcera (Kćer slave) (1852.)

## Vanjske poveznice
- Kollár, Ján Hrvatska enciklopedija
- Kollár, Ján, Proleksis enciklopedija
- KARÁSEK, J. Kollárova dobrozdání a nástin životopisný z roku 1849. V Praze: Česká akademie císaře Františka Josefa pro vědy, slovesnost an umění, 1903. 113 p.
- Djela na Open Libraryju
- Ján Kollár na Find a Grave